# ヤヒヤ・ドゥンビア
ヤヒヤ・ドゥンビア（Yahiya Doumbia, 1963年8月25日 - ）は、マリ共和国・バマコ出身のセネガルの元男子プロテニス選手。ATPランキング自己最高位はシングルス74位、ダブルス187位。ATPツアーでシングルス2勝を挙げた。身長185cm、体重75kg。右利き、バックハンド・ストロークは片手打ち。セネガル国籍のプロテニス選手として男女通じてツアーレベルで活躍した初めての選手であり、セネガル人初のグランドスラム大会出場やツアー優勝など数々の功績を打ち立てた、当地のパイオニアとして知られる人物である。メディアでは愛称であるヤヤ・ドゥンビア(Yaya Doumbia)で表記される事も多い。

## プロ転向前
ドゥンビアのテニスキャリアで最初に確認できるのがハンプトン大学での大学テニス選手としての物である。ここでドゥンビアは1985年NCAA男子テニス選手権のディビジョンⅡでハンプトン大を団体準優勝に導いている。前年の1984年にはデビスカップ出場に際し初めて結成されたセネガル代表に選出され、初の国際試合となった同年のデビスカップヨーロッパ・ゾーン準々決勝、対スイス戦に出場した。

## プロ転向後

### 1986年～1988年
1986年に22歳でプロ転向。転向後暫くは下部ツアーでの下積み時代が続いた。1988年にドゥンビアのキャリアに転機が訪れる。同年2月、大会当時453位であったドゥンビアは、予選を勝ち上がり出場したリヨン・グランプリでツアー初出場を果たす。1回戦では当時世界ランク29位の第2シードアンドレイ・チェスノコフと対戦。チェスノコフを7-6,7-6のストレートで下す大番狂わせで勢いに乗ると、2回戦ではジェローム・ポティエ(フランス)を6-7,6-3,6-1のフルセットで、3回戦では第8シードのジェレミー・ベイツ(イギリス)を6-3,7-5のストレートで、準決勝ではエドゥアルド・マッソ(ベルギー)を6-4,7-6のストレートで次々と格上選手を破り決勝に進出。決勝ではトッド・ネルソン(アメリカ)と対戦。6-4,3-6,6-3のフルセットでネルソンを破り、セネガル史上初のツアータイトルを獲得する。ドゥンビアの大会時シングルスランク「453位」でのツアー優勝は当時のATPツアー史上最低ランクでの優勝であり、1998年のネクストジェネレーション・アデレード国際で、当時世界ランク550位のレイトン・ヒューイットが大会優勝を果たし記録を塗り替えるまでの間ツアー記録であった。この優勝で大会後のランクを「125位」と大幅に上昇させたドゥンビアは、5月の全仏オープン男子シングルスで、セネガル人として男女通じて初のグランドスラム大会出場を果たす。ここでは1回戦でニクラス・クルーン(スウェーデン)と対戦し4-6,6-3,6-7,4-6のスコアで敗れた。ツアー優勝後数カ月間は1～2回戦負けが続くなど低調な成績であったが、7月末からの全米ハードコートシーズンで勢いを取り戻し、ノーシードで出場した7月のパイロット・ペン・テニスでは、2回戦で当時世界ランク22位、第5シードのアモス・マンスドルフを4-6,6-4,6-4のフルセットで下し、ジム・クーリエとの3回戦まで進出。続くインディアナポリス・テニス選手権でも1回戦で第9シードのジェイ・ベルガー(アメリカ)を1-6,6-0,6-4のフルセットで、3回戦で第8シードのピーター・ルンドグレン(スウェーデン)を6-4,6-4のストレートでそれぞれ下し、当時世界ランク5位、第1シードのボリス・ベッカーとの準々決勝まで進出。更に第5シードで出場した8月第3週のリヴィングストン・オープンでも勝ち上がり、当時世界ランク4位、第1シードのアンドレ・アガシとの準決勝まで進出した。これらの活躍により全米オープン後のATPランキングで、シングルス自己最高の74位を3週間記録、年度末ランクも83位で終了するなどキャリア最高の1年となった。

### 1989年～1994年
前年の活躍とは打って変わり、この年から慢性的な左膝の故障に悩まされるようになったドゥンビアはツアー転戦すらままならないようになり、同年4月のソウル・オープンから翌90年のリヨン・グランプリまでシングルス10連敗を記録する惨憺たるテニス内容で、1990年8月には853位タイまでランクが急降下してしまう。91年シーズンにはツアー下部のチャレンジャー大会でシングルス1優勝1準優勝、ダブルス1優勝を記録するなど若干の復調を見せたが、92年にはまたも左膝の故障が再発し、93年と94年のシーズンはATP大会にそれぞれ1大会しか出場できずに終わるなど、長い低迷の時期が続いた。

### 1995年～2000年
下部大会のサテライトツアーを転戦しながら地道にランクを戻していったドゥンビアは、95年10月のATPボルドーで予選を勝ち上がり、2年ぶりのツアー大会出場を果たす。既に33歳とツアーでもベテランの域に入っていたドゥンビアであったが、2回戦で第5シードのデビッド・プリノジル(ドイツ)を6-3,6-2で、準決勝で第8シードのリオネル・ルー(フランス)を6-4,6-2のストレートで破る活躍で、決勝に進出。決勝ではヤコブ・ラセクと対戦、ラセクを6-4,6-4のストレートで下し、7年ぶりのツアー優勝を全試合ストレート勝ちという最高の内容で果たした。またこの優勝により、ドゥンビアはツアーシングルス史上初めて、2度予選勝ち上がりからツアー優勝を果たした選手となった。2010年現在もこの記録は破られていない。この優勝により大会時の282位から翌週付のランキングで149位まで大幅に上昇させるも、その後はまた低調な成績が続き完全復活とはならず、以降はツアー下部大会のみを転戦した。1999年にフランスのサン＝ブリユーで開催されたフューチャーズ大会シングルス1回戦でポーランド人選手に敗れたのが最後の試合出場となり、翌2000年に正式引退を表明した。

### 引退後
引退後はフランス・ミュルーズのテニスクラブでテニスコーチとして活動しており、ジュニア選手の指導などを行っている。

## ATPツアー決勝進出結果

### シングルス: 2回 (2勝0敗)
| 大会グレード              |
| ATPワールドシリーズ (2-0) |

| サーフェス別タイトル |
| ハード (1-0)         |
| クレー (0-0)         |
| 芝 (0-0)             |
| カーペット (1-0)     |

| サーフェス別タイトル |
| 屋外 (2-0)           |
| 室内 (0-0)           |

| 結果 | No. | 決勝日        | 大会     | サーフェス | 対戦相手         | 試合結果      |
| 優勝 | 1.  | 1988年2月14日 | リヨン   | クレー     | トッド・ネルソン | 6-4, 3-6, 6-3 |
| 優勝 | 2.  | 1995年9月17日 | ボルドー | クレー     | ヤコブ・ラセク   | 6-4, 6-4      |

## チャレンジャーツアー決勝進出結果

### シングルス: 3回 (1勝2敗)
| 大会グレード                  |
| ATPチャレンジャーツアー (1-2) |

| 結果   | No. | 決勝日        | 大会         | サーフェス | 対戦相手             | 試合結果      |
| 準優勝 | 1.  | 1989年4月2日  | グアドループ | ハード     | ギヨーム・ラウー     | 6–4, 3–6, 2–6 |
| 準優勝 | 2.  | 1991年2月3日  | ベニンシティ | ハード     | ウーゴ・コロンビーニ | 4-6, 6-3, 4-6 |
| 優勝   | 3.  | 1991年7月11日 | カンポス     | ハード     | マウロ・メネゼス     | 6-1, 6-3      |

### ダブルス: 4回 (3勝1敗)
| 大会グレード                  |
| ATPチャレンジャーツアー (3-1) |

| 結果   | No. | 決勝日         | 大会       | サーフェス | パートナー                     | 対戦相手                                      | 試合結果      |
| 準優勝 | 1.  | 1986年12月7日  | ラゴス     | ハード     | マイク・スミス                 | トニー・ムモー エンドゥカ・オディゾール       | 4-6, 6-7      |
| 優勝   | 2.  | 1987年2月3日   | タルブ     | クレー     | ティエリ・ファム               | ロベルト・アザ マルセロ・インガラモ           | 4-6, 6-3, 4-6 |
| 優勝   | 3.  | 1991年7月11日  | カンポス   | ハード     | ジャン＝フィリップ・フルリヨン | ネルソン・アーツ ダニーロ・マルセリーノ       | 6-3, 6-3      |
| 優勝   | 3.  | 1995年11月19日 | レユニオン | ハード     | ファブリス・サントロ           | ティム・ヘンマン アンドリュー・リチャードソン | 1-6, 6-3, 6-1 |